# سایروس راد
سایروس راد (سیروس راد) (انگلیسی: Cyrus Rad؛ زادهٔ ۱۰ ژوئیهٔ ۱۹۹۹) بازیکن فوتبال اهل ایالات متحده آمریکا است. او برای باشگاه فوروارد مدیسون اف سی بازی کرده‌است.